# فيليس باري
فيليس باري (بالإنجليزية: Phyllis Barry)‏ هي ممثلة بريطانية وأمريكية، ولدت في 7 ديسمبر 1908 في المملكة المتحدة، وتوفيت في 1 يوليو 1954 بلوس أنجلوس في الولايات المتحدة.

## وصلات خارجية
- فيليس باري على موقع IMDb (الإنجليزية)
- فيليس باري على موقع أول موفي (الإنجليزية)
- فيليس باري على موقع قاعدة بيانات الأفلام السويدية (السويدية)
- فيليس باري على موقع قاعدة بيانات الفيلم (الإنجليزية)
- فيليس باري على موقع كينوبويسك (الروسية)